# Moravci v Slovenskih Goricah
Moravci v Slovenskih Goricah je naselje u slovenskoj Općini Ljutomeru. Moravci v Slovenskih Goricah se nalazi u pokrajini Štajerskoj i statističkoj regiji Pomurju. 

## Stanovništvo
Prema popisu stanovništva iz 2002. godine naselje je imalo 385 stanovnika.